# Zeboím
Zeboím (‘cabras’, ‘gacelas’ o ‘corzos’ en idioma hebreo) es el nombre de lugares mencionados en la Biblia.

Puede verse escrito de varias maneras:
- Zeboiim
- Tzvoyim
- Tsvoyim (en hebreo moderno).
- Ṣəḇôyîm (en hebreo tiberiano).
- צְבֹויִים (en idioma hebreo).

## Sitios
- Una de las «cinco ciudades de la llanura» de Sodoma, generalmente emparejada con la aldea de Admá (Génesis 10.19 y 14.2; Libro de Oseas 11.8). Tenía su propio reyezuelo, llamado Semeber, y por lo tanto habría sido una localidad de cierta importancia. Según narra la Biblia (Deuteronomio 29.23), Yahvéh destruyó el pueblo junto con los otros cuatro de esa llanura.

- Un valle en algún lugar cerca de Gabaa en la región de Benjamín (según el Primer Libro de Samuel 13:18). Fue posiblemente el barranco que ahora se llama Wady Shakh-ed-Dub'a (‘barranco de las hienas’), al norte de Jericó.

- Un lugar mencionado solo en el Libro de Nehemías 11.34, que fue habitado por la tribu de Benjamín después de la cautividad babilónica.